# Adam Feeney

Adam Feeney (nacido el 7 de marzo de 1985) es un tenista profesional australiano.

## Carrera
Fue introducido en el tenis a una edad temprana por su abuelo. Es entrenado por Shane Fox.
Participa principalmente en el circuito ATP Challenger Series y sobre todo en modalidad de dobles. Su ranking individual más alto fue el Nº 248 alcanzado el 10 de septiembre de 2007, mientras que en dobles llegó a ser el Nº 100 el 28 de abril de 2008.

## Títulos; 6 (0 + 6)
| Leyenda                        | Individuales | Dobles |
| ------------------------------ | ------------ | ------ |
| Grand Slam (tenis)\|Grand Slam | 0            | 0      |
| ATP World Tour Finals          | 0            | 0      |
| ATP World Tour Masters 1000    | 0            | 0      |
| ATP World Tour 500 Series      | 0            | 0      |
| ATP World Tour 250 Series      | 0            | 0      |
| ATP Challenger Series          | 0            | 6      |

### Dobles
| N.º | Fecha      | Torneo                     | Superficie    | Compañero       | Oponentes en la final             | Resultado           |
| --- | ---------- | -------------------------- | ------------- | --------------- | --------------------------------- | ------------------- |
| 1.  | 11.06.2007 | Challenger de Astana       | Dura          | Daniel Brands   | Kamil Čapkovič Ivan Dodig         | 6–2, 6-4            |
| 2.  | 02.07.2007 | Challenger de Dublín       | Dura (i)      | Rohan Bopanna   | Lars Burgsmüller Mischa Zverev    | 6-2, 6-2            |
| 3.  | 26.08.2007 | Challenger de Qarshi       | Dura          | Andrew Coelho   | Ivan Dodig Horia Tecău            | 6–2, 3–6, [10–7]    |
| 4.  | 20.07.2008 | Challenger de Mánchester   | Hierba        | Robert Smeets   | Harsh Mankad Ashutosh Singh       | 6-3 6-7(5) [10-6]   |
| 5.  | 10.07.2011 | Challenger de Scheveningen | Tierra batida | Colin Ebelthite | Rameez Junaid Sadik Kadir         | 6–4, 6–7(5), [10–7] |
| 6.  | 03.11.2011 | Challenger de Traralgon    | Dura          | Ryan Agar       | Dane Propoggia Jose Rubin Statham | 6–3, 6-4            |